# Sopotnia Wielka
Sopotnia Wielka (deutsch 1939–1945 Groß Sopotnia) ist eine Ortschaft mit einem Schulzenamt der Gemeinde Jeleśnia im Powiat Żywiecki der Woiwodschaft Schlesien, Polen.

## Geographie
Der Ort liegt am Bach Sopotnia in den Saybuscher Beskiden (Beskid Żywiecki).

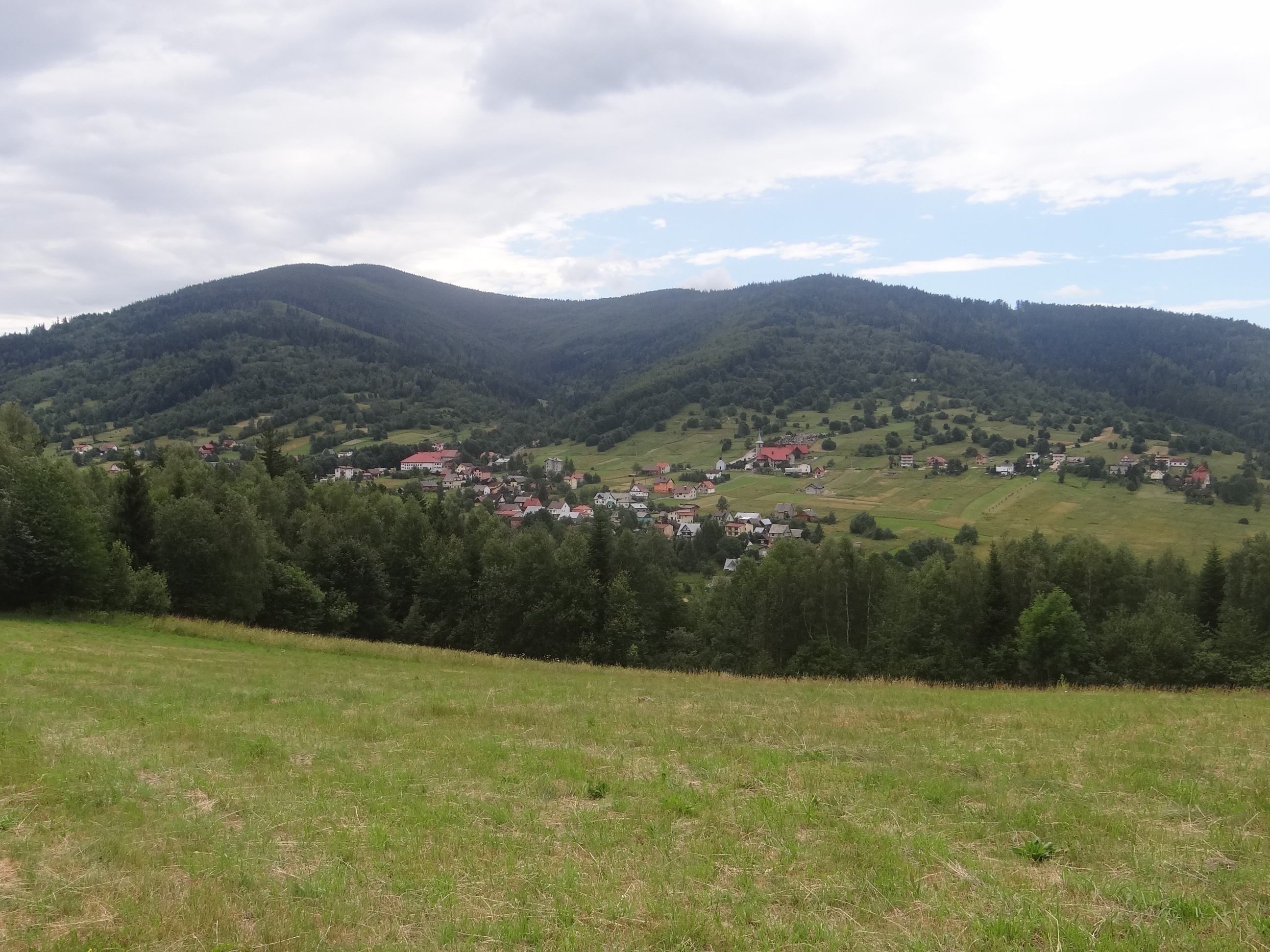
Blick auf das Dorf
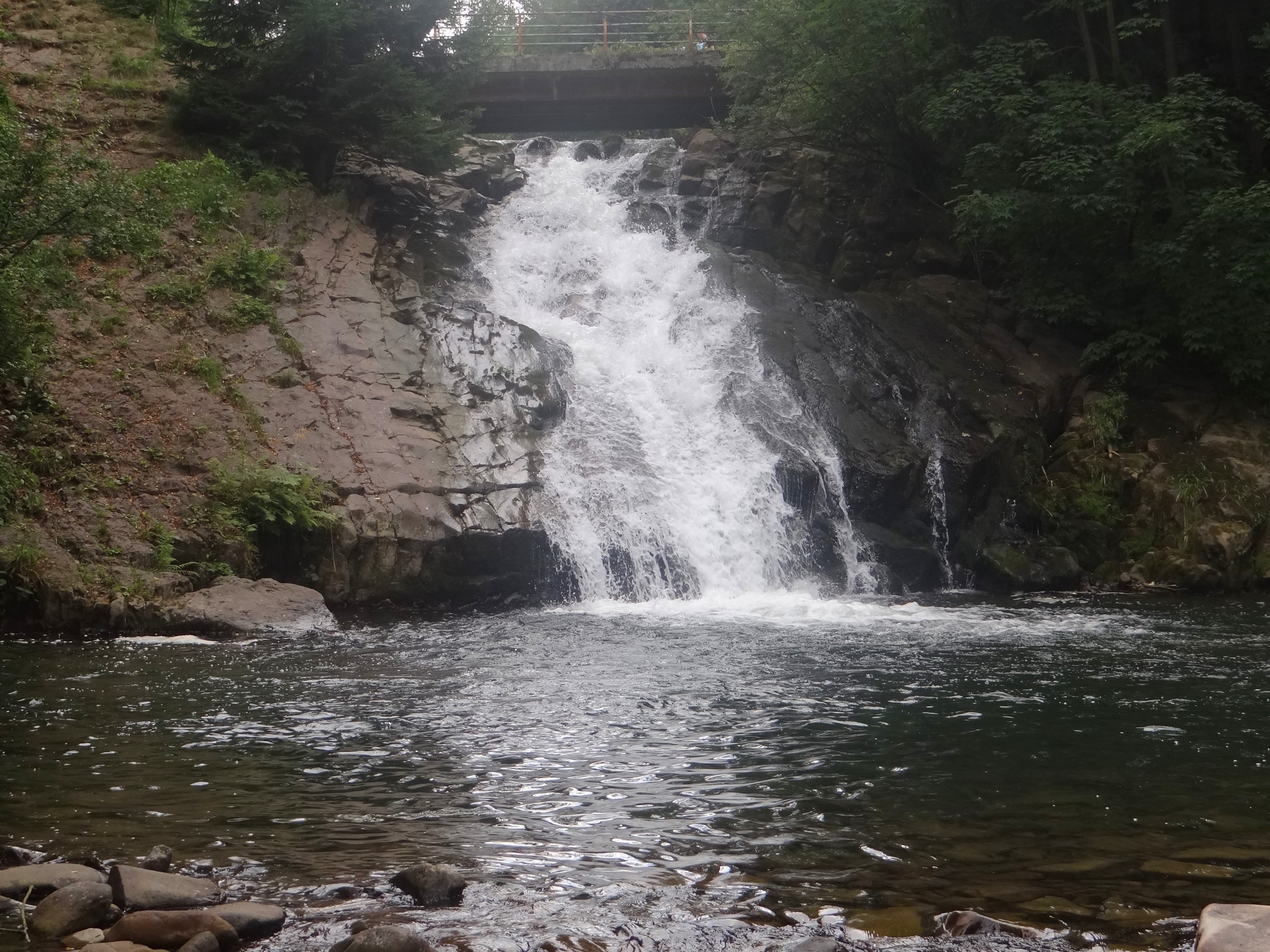
Wasserfall
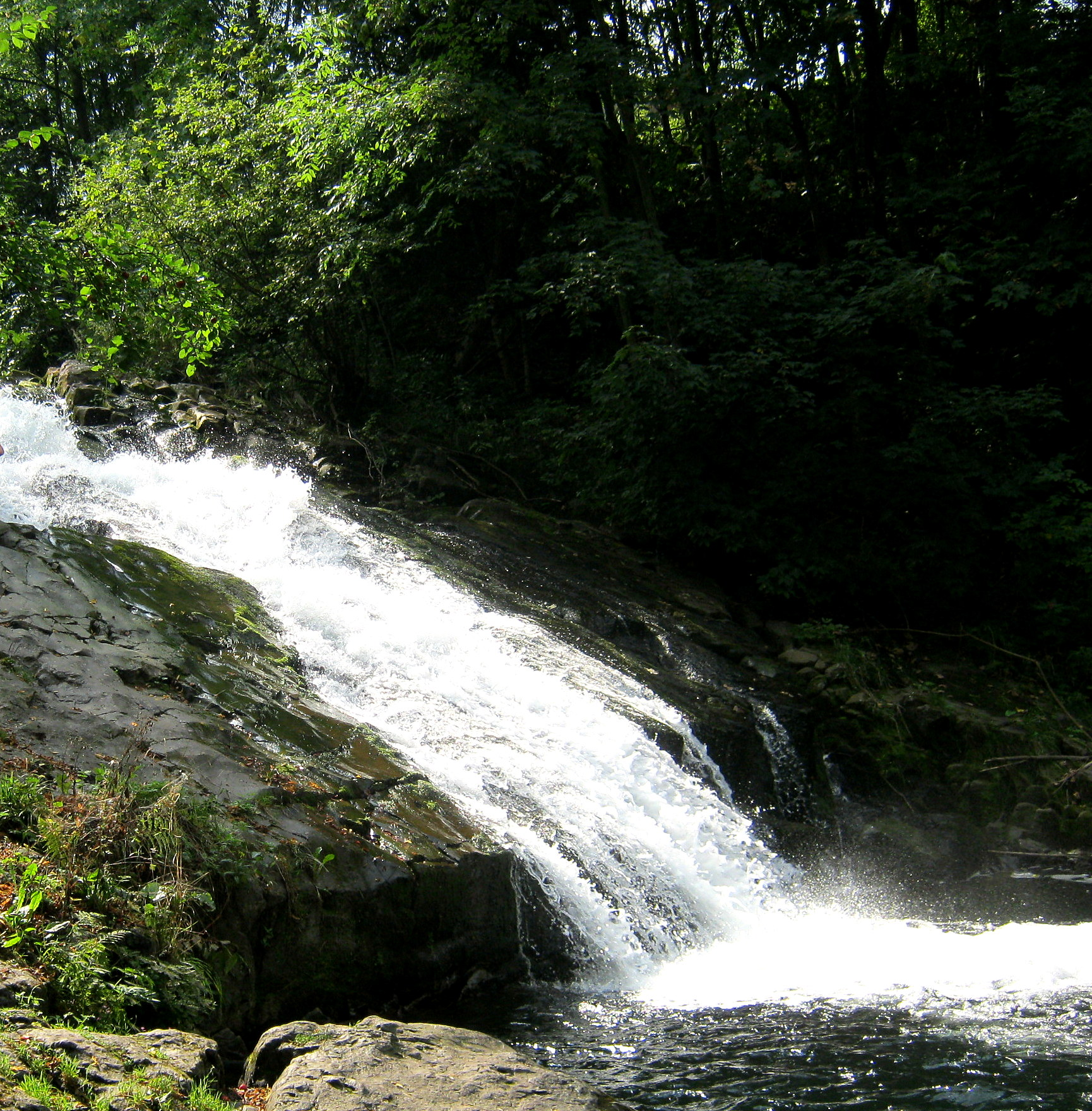
Wasserfall

## Geschichte
Seit 1467 gehörte die Herrschaft Saybusch zur Adelsfamilie Komorowski, die eine Siedlungsaktion verliefen. Der Ort wurde etwa an der Wende des 15. Jahrhunderts von Walachen auf Rodungsland gegründet und wurde erst im frühen 17. Jahrhundert erwähnt. Der Name ist wahrscheinlich abgeleitet vom veralteten Wort sopot, das bezeichnet Wasserfall.
Bei der Ersten Teilung Polens kam das Dorf 1772 zum neuen Königreich Galizien und Lodomerien des habsburgischen Kaiserreichs (ab 1804).
1918, nach dem Ende des Ersten Weltkriegs und dem Zusammenbruch der k.u.k. Monarchie, kam Sopotnia Wielka zu Polen. Unterbrochen wurde dies nur durch die Besetzung Polens durch die Wehrmacht im Zweiten Weltkrieg. Es gehörte dann zum Landkreis Saybusch im Regierungsbezirk Kattowitz in der Provinz Schlesien (seit 1941 Provinz Oberschlesien).
Von 1975 bis 1998 gehörte Sopotnia Wielka zur Woiwodschaft Bielsko-Biała.